# Régiment de Toustain cavalerie
Pour les articles homonymes, voir régiment de Montauban, régiment de Beringhen, régiment de Livry, régiment de Clermont et régiment d'Heudicourt.
Le régiment de Toustain cavalerie est un régiment de cavalerie du royaume de France créé en 1665.

## Création et différentes dénominations
- 7 décembre 1665 : rétablissement du régiment de Montauban cavalerie
- 1670 : renommé régiment de Beringhen cavalerie
- 1676 : renommé régiment de Livry cavalerie
- 22 février 1689 : renommé régiment de Clermont cavalerie
- 1702 : renommé régiment de Bartillat cavalerie
- 1706 : renommé régiment de Lenoncourt cavalerie
- 1735 : renommé régiment d’Heudicourt cavalerie
- 1748 : renommé régiment de Lenoncourt cavalerie
- 1758 : renommé régiment de Toustain cavalerie
- 1761 : réformé par incorporation au régiment Royal-Lorraine cavalerie

## Équipement

### Étendards
4 étendards de « soye verte, bordez de blanc, Soleil d’or au milieu brodé, & frangez d’or ».
Au revers, les armes d’Heudicourt, fond de gueules, bandes de sable et carneaux d’argent, avec ces mots Si fractus illabitur orbis, brodés et frangés d’or.

Étendards
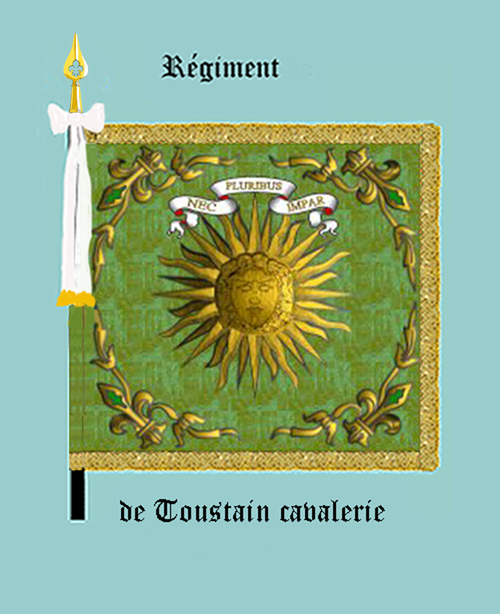
régiment de Toustain cavalerie, avers

### Habillement

Uniformes
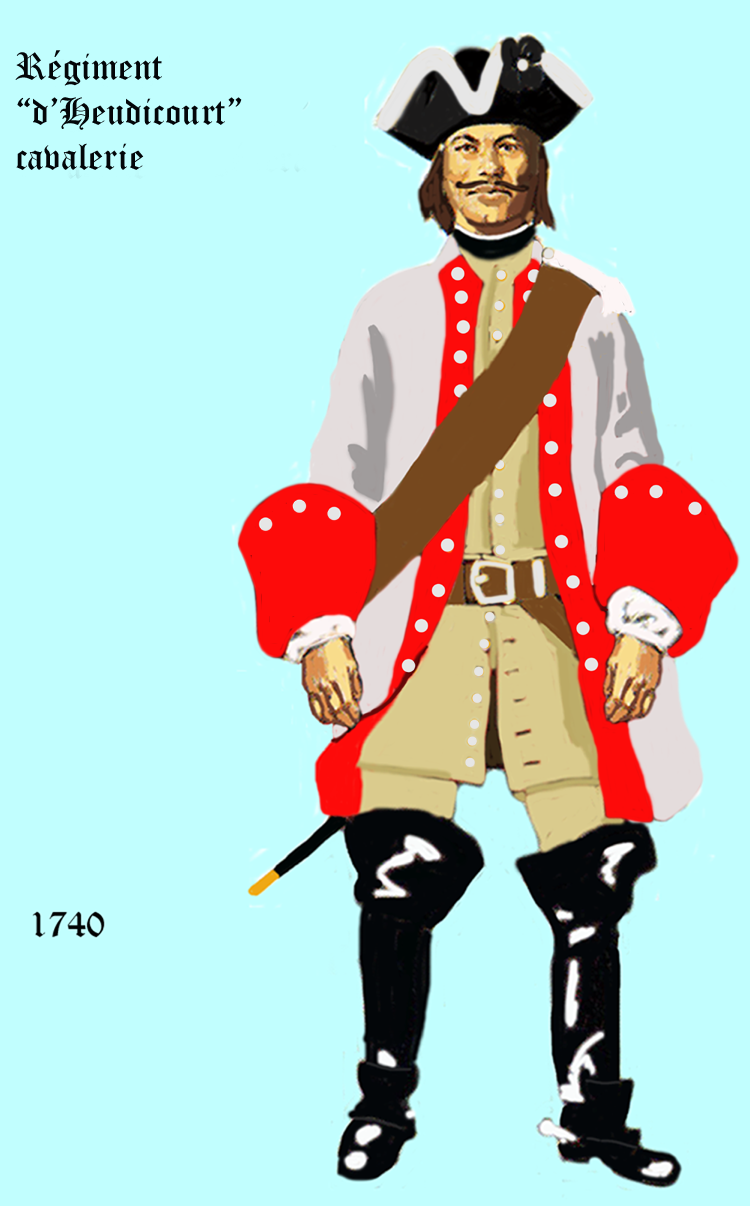
de 1740 à 1757
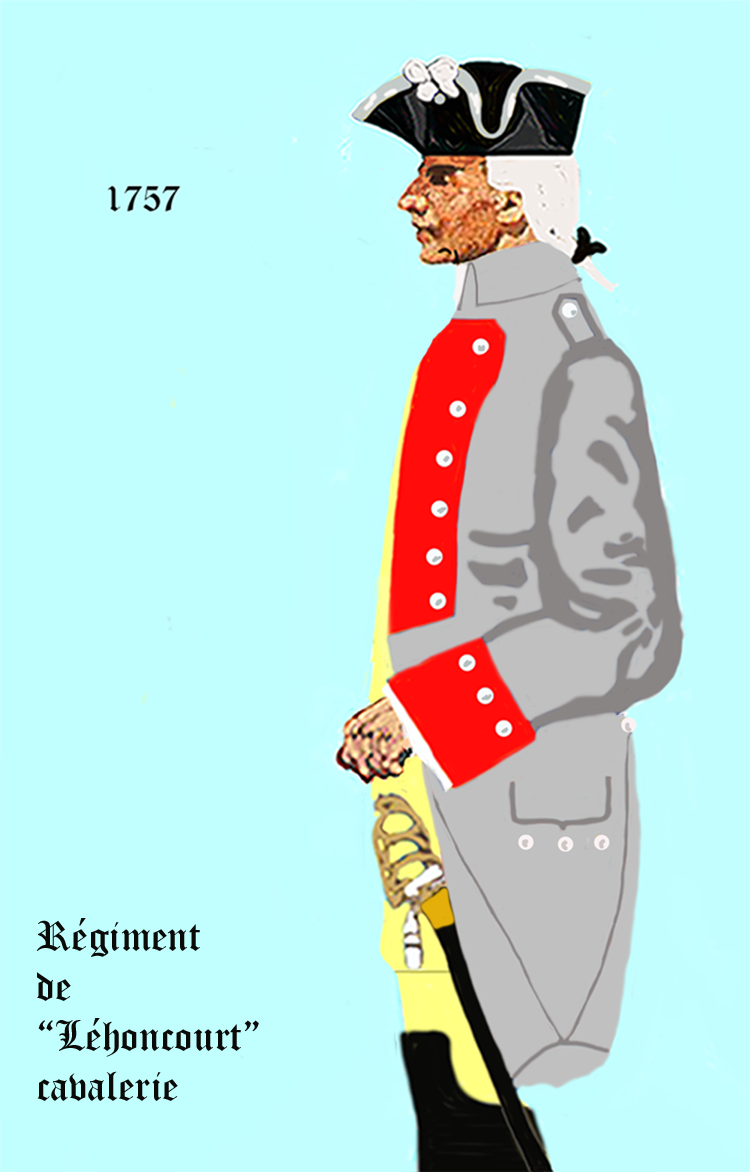
de 1757 à 1761

## Historique

### Mestres de camp
- 7 décembre 1665 : René de La Tour du Pin, comte de Montauban, brigadier de cavalerie le 4 mai 1667, maréchal de camp le 13 février 1674, lieutenant général le 5 janvier 1677, † 19 juillet 1687
- 1670 : chevalier de Beringhen
- 1676 : comte de Livry
- 22 février 1689 : Georges Henri de Clermont d’Amboise, marquis de Clermont Saint-Aignan, brigadier le 3 janvier 1696, maréchal de camp le 29 janvier 1702, † avril 1702
- 1702 : comte de Bartillat
- 1706 : marquis de Lenoncourt
- 1735 : comte d’Heudicourt
- 1748 : marquis de Lenoncourt
- 1758 : marquis de Toustain de Viray

### Quartiers
- Vic et Sarrelouis[1]